# Henri Deplante
Henri Deplante (* 12. November 1907 im 3. Arrondissement von Lyon; † 16. März 1996 im 16. Arrondissement von Paris) war ein französischer Luftfahrtingenieur.

## Leben und Tätigkeit
Nachdem Henri Deplante 1929 sein generalistisches Ingenieurstudium an der École centrale Paris abgeschlossen hatte, stellte der Flugzeughersteller Marcel Bloch, der seinen Namen später in Marcel Dassault änderte, ihn 1930 in sein Unternehmen Societé des Avions Marcel Bloch ein. Hier war er zunächst an der Entwicklung der ersten Metallflugzeuge des Unternehmens, später an der Konstruktion des Postflugzeugs MB 60 und des Luftrettungsflugzeugs MB 80 beteiligt. Nach der Verschleppung Blochs durch die deutsche Besatzungsmacht 1940 ging Deplante mit einigen Ingenieuren in den durch das Vichy-Regime regierten Teil Frankreichs; als dieser 1942 ebenfalls besetzt wurde, floh er zunächst nach Spanien, dann nach Großbritannien. Hier wurde er Fallschirmjäger beim Special Air Service. Bei der Operation Overlord sprang er am 6. Juni 1944 als Hauptmann in einem Fallschirmjägerregiment der Forces Françaises Libres über der Bretagne ab. Anschließend wurde er in mehreren riskanten Missionen gegen die deutsche Wehrmacht eingesetzt, wofür er das Croix de guerre in höchster Ausprägung (mit Palmen) und die Médaille de la Résistance erhielt.
Im März 1945 wurde Deplante technischer Direktor bei der SNCASO. Hier war er unter anderem federführend bei der Entwicklung von französischen Düsenjägern der ersten Generation, etwa des SO.6000 Triton. 1949 kehrte er als technischer Generaldirektor zu Marcel Dassault in dessen mittlerweile Dassault Aviation genanntes Unternehmen zurück. Bis zu seiner Versetzung in den Ruhestand 1981 entstanden hier unter seiner technischen Leitung zahlreiche militärische und zivile Flugzeugtypen, darunter Dassault Mystère, Dassault Super Mystère, Dassault Étendard, Dassault Balzac V, Dassault Mercure und Dassault Mirage. 1977 veröffentlichte er seine Erinnerungen an den Zweiten Weltkrieg in dem Buch La liberté tombée du ciel.

## Orden und Ehrenzeichen (Auswahl)
- Kommandeur der Ehrenlegion
- Croix de guerre mit zwei Palmen
- Médaille de la Résistance
- Distinguished Service Order (Vereinigtes Königreich)
- War Medal 1939–1945 (Vereinigtes Königreich)

## Buchveröffentlichungen
- La liberté tombée du ciel. Ramsay, Paris 1977, ISBN 2-85956-015-7
- A la conquête du ciel. Edisud, Aix-en-Provence 1985.